# Bocoa limae
Bocoa limae är en ärtväxtart som beskrevs av John Macqueen Cowan. Bocoa limae ingår i släktet Bocoa och familjen ärtväxter. Inga underarter finns listade i Catalogue of Life.